# Avatar Country
Avatar Country è il settimo album in studio del gruppo heavy metal svedese Avatar, pubblicato il 12 gennaio 2018.

## Antefatti
Il gruppo ha registrato l'album durante l'estate 2017 ai Spinroad Recording Studios di Göteborg, Svezia con il produttore Jay Ruston.

## Tracce
1. Glory to Our King – 0:51
2. Legend of the King – 8:17
3. The King Welcomes You to Avatar Country – 5:36
4. King's Harvest – 3:55
5. The King Wants You – 4:20
6. The King Speaks – 3:17
7. A Statue of the King – 3:44
8. King After King – 5:07
9. Silent Songs of the King Pt. 1 – Winter Comes When the King Dreams of Snow – 3:34
10. Silent Songs of the King Pt. 2 – The King's Palace – 4:37

## Formazione
- Johannes Michael Gustaf Eckerström – voce
- Jonas Kungen Jarlsby – chitarra
- Tim Öhrström – chitarra, cori
- Henrik Sandelin – basso, cori
- John Alfredsson – batteria